# 9739 Powell
9739 Powell è un asteroide della fascia principale. Scoperto nel 1987, presenta un'orbita caratterizzata da un semiasse maggiore pari a 1,9397450 UA e da un'eccentricità di 0,0789801, inclinata di 18,67482° rispetto all'eclittica.